# عبدالله دوم
عبدالله بن حسین (عربی: عبدالله الثاني بن الحسين؛ زاده ۳۰ ژانویه ۱۹۶۲ در امان) پادشاه اردن است. وی از زمان مرگ پدرش شاه حسین بن طلال در ۷ فوریه ۱۹۹۹ به پادشاهی رسید. او متولی اماکن مقدسه اسلامی و مسیحی در بیت‌المقدس است. عبدالله از دودمان هاشمی و از نوادگان شریف حسین، شریف مکه است. او یک مسلمان سنی است و چهل و یکمین نواده پیامبر از طریق حسن بن علی است. عبدالله دوم به بازیگری و هنر نیز علاقه دارد.

## ابتدای زندگی

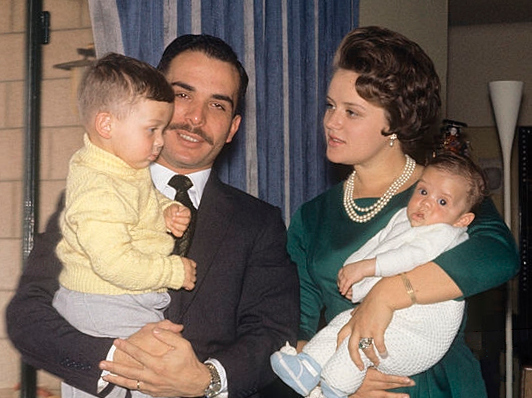
عبدالله به همراه برادرش فیصل در کنار والدینشان در سال ۱۹۶۴

عبدالله در ۳۰ ژانویه ۱۹۶۲ در امان، از همسر دوم شاه ملک حسین، شاهزاده مونا الحسین (متولد شده با نام آنتوانت آرویل گاردینر در انگلستان) متولد شد. او همنام پدربزرگ پدری خود، عبدالله یکم است که اردن امروزی را بنیان نهاد. خاندان عبدالله، بیش از ۷۰۰ سال از زمان حسن مجتبی تا زمانی که خاندان آل سعود مکه را در سال ۱۹۲۵ فتح کرد بر این شهر حکمرانی کردند و از سال ۱۹۲۱ پس از پایان جنگ جهانی اول و فروپاشی امپراتوری عثمانی بر فرا اردن حکومت می‌کنند. آن‌ها از نسل حسن ابن علی هستند. ملک عبدالله در کودکی، آموزش ابتدایی خود را در مدرسه اسلامی پایتخت اردن گذراند، و پس از آن تحصیلات خود را در مدرسه سنت ادموند (هایندهد) در سوری انگلستان ادامه داد. پس از آن عبدالله آموزش متوسطه خود را در دبیرستان ایگلبروک و آکادمی دیرفیلد ایالات متحده آمریکا گذراند. وی پس از ترک دیرفیلد به دانشکده پمبروک آکسفورد، که گفته می‌شود وی مبالغی را به آن اهدا کرده رفت.
عبدالله چهار برادر و شش خواهر دارد.

## حرفه نظامی

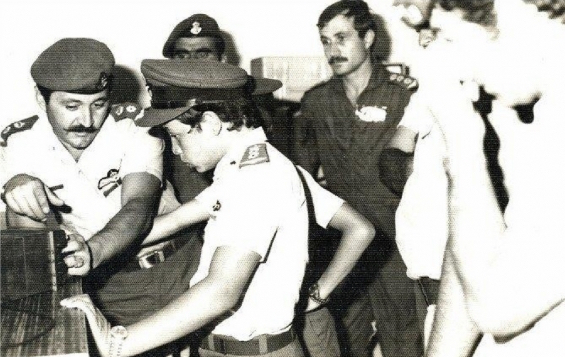
ولیعهد عبدالله ۱۱ ساله در دیدار از مقر نیروی هوایی سلطنتی اردن

وی در سال ۱۹۸۰، به عنوان دانشجوی دانشکده افسری سلطنتی سندهرست وارد این دانشکده شد. عبدالله در سال بعد در نتیجه یک مأموریت با درجه ستوان دوم وارد سواره‌نظام سلطنتی سیزدهم/هجدهم (ملکه مری) شد. ملک عبدالله از روابط نزدیکی با ارتش انگلیس برخوردار است و در سواره‌نظام سبک، که یک هنگ زرهی است دارای درجه سرهنگی و جانشین فرمانده سواره‌نظام سلطنتی است.
او همچنین مدتی نیز در دانشکده روابط بین‌الملل دانشگاه جرج‌تاون تحصیل کرد، و توانست از آنجا با کسب درجه کارشناسی ارشد روابط بین‌الملل در سال ۱۹۸۷ دانش‌آموخته شود. او همچنین در همان سال از سمینار رهبری جرج‌تاون نیز دانش‌آموخته شد. مواد درسی وی همانند درجه کارشناسی ارشد روابط بین‌الملل بود گرچه وی هیچگاه چنین درجه‌ای در اختیار نگرفت.

## پادشاه اردن
عبدالله پس از مرگ پدرش ملک حسین در تاریخ ۷ فوریه ۱۹۹۹ به پادشاهی رسید. حسین در تاریخ ۲۴ ژانویه وی را ولیعهد خواند و وی را جایگزین برادرش شاهزاده حسن کرد که سال‌های زیادی این منصب را در اختیار داشت. این تصمیم وی چندان مطلوب عموم واقع نشد چرا که مادر عبدالله، شاهزاده مونا الحسین آنتونیت آوریل گاردینر (که عموماً از وی تحت عنوان تونی آوریل گاردینر نام برده می‌شد) در اصل، زادهٔ انگلیس بود. امری که بحث بسیاری را به راه انداخت، این مسئله است که وی تنها پادشاه اردن است که از دودمان انگلیسی و عربی است.

## سیاست‌ها
اقتصاد اردن پس از به قدرت رسیدن ملک عبدالله پیشرفت کرده است. گفته می‌شود وی میزان سرمایه‌گذاری خارجی در اردن را افزایش داده، در جلسات بخش‌های دولتی و خصوصی شرکت کرده و بنیان منطقه آزاد تجاری عقبه را بنا نهاده است.
عنوان سخنرانی وی در دانشکده حقوق کلمب در دانشگاه کاتولیک آمریکا در تاریخ سپتامبر ۲۰۰۵ «اسلام سنتی: مسیر صلح» نام داشت. ملک عبدالله در مسیر ایالات متحده آمریکا به دیدار پاپ بندیکت شانزدهم رفت تا روابطی را که با پاپ ژان پل دوم بنا نهاده بود بهبود بخشد و در مورد راه‌های همکاری مسلمانان و مسیحیان در زمینه صلح، شکیبایی و هم‌زیستی گفتگو کند.
با این وجود، از عبدالله انتقاد می‌شود که وی دارای حکومتی مستبد است و آزادی‌های اولیه همچون آزادی بیان، آزادی مطبوعات، و حق اعتراض را محدود کرده است.

### سال‌های ۲۰۰۰–۲۰۱۰
حملات ۱۱ سپتامبر ۲۰۰۱ به برج‌های آمریکایی توسط عبدالله محکوم شد. اردن به سرعت به درخواست‌های آمریکا برای کمک پاسخ داد و قوانین ضد تروریسم را وضع کرد. اطلاعات و امنیت کشور توطئه‌های مشابهی را در سال بعد علیه اهداف غربی از جمله سفارت‌های آمریکا و بریتانیا در لبنان خنثی کردند.

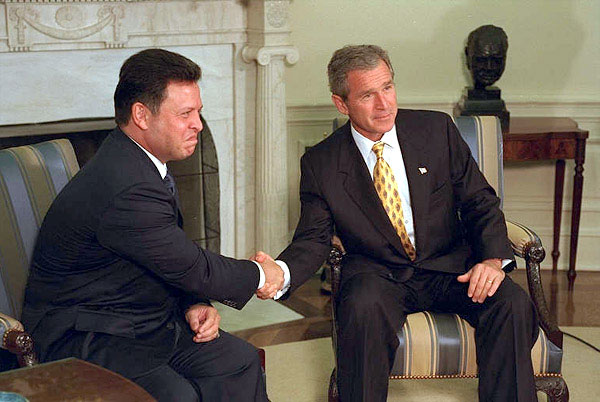
دیدار عبدالله با جرج دابلیو. بوش رئیس‌جمهور ایالات متحده در دفتر بیضی شکل، ۲۸ سپتامبر ۲۰۰۱

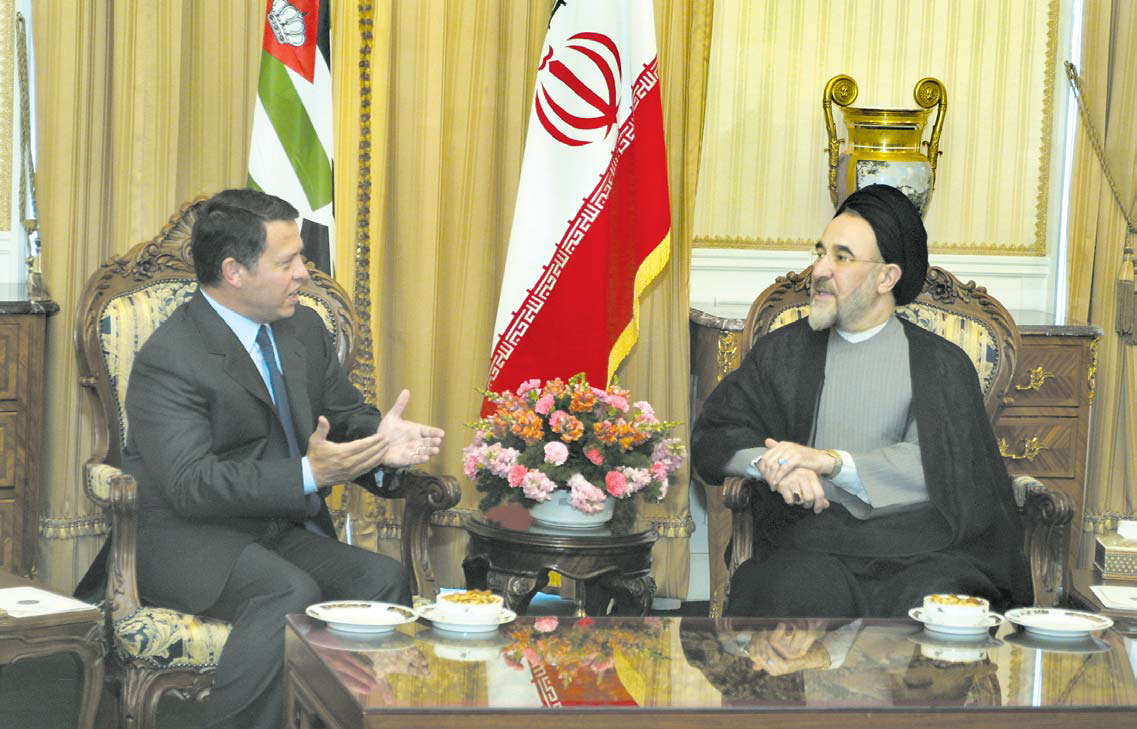
عبدالله و محمد خاتمی رئیس‌جمهور ایران در تهران، ۲ سپتامبر ۲۰۰۳

در سال ۲۰۰۳ عبدالله با مداخله آمریکا در عراق مخالفت کرد. او در جریان سفر دیک چینی معاون رئیس‌جمهور آمریکا به خاورمیانه در سال ۲۰۰۲ هشدار داد: «حمله به عراق برای عراق و کل منطقه فاجعه بار خواهد بود و امنیت و ثبات خاورمیانه را تهدید خواهد کرد». در مارس ۲۰۰۳، عبدالله در جریان دیدار با جورج دبلیو بوش در کاخ سفید تلاش کرد تا رئیس‌جمهور را از حمله به عراق منصرف کند. در طول جنگ خلیج فارس در سال ۱۹۹۰، احتیاط ملک حسین از جنگ به عنوان جانبداری از صدام حسین تلقی می‌شد که اردن را از متحدان عرب خود در منطقه خلیج فارس و جهان غرب بیگانه کرد و باعث شد سرمایه‌گذاری خارجی در اردن صورت نگیرد. عبدالله اجازه داد سامانه‌های پاتریوت آمریکا در صحرای اردن در امتداد مرز عراق مستقر شوند، اما به نیروهای ائتلاف اجازه حمله از اردن را نداد زیرا اردن نفت یارانه ای را از عراق دریافت می‌کرد که حدود ۵۰۰ میلیون دلار در سال برای او سود داشت.
در سال ۲۰۰۳ اولین انتخابات پارلمانی تحت حکومت عبدالله برگزار شد. انتخابات به دلیل بی‌ثباتی سیاسی منطقه بر اساس قانون اساسی که به پادشاه اجازه می‌دهد انتخابات را حداکثر برای دو سال به تعویق بیندازد توسط پادشاه به تعویق افتاده بود. عبدالله قبل از انتخابات یک فرمان سلطنتی صادر کرد که در آن اصلاحیه ای در قانون انتخابات ارائه شد که به زنان سهمیه شش کرسی در پارلمان می‌داد.
ابومصعب الزرقاوی، بنیان‌گذار القاعده در عراق، مسئولیت حمله تروریستی در امان را در ۹ نوامبر ۲۰۰۵ بر عهده گرفت. در این حمله ۶۰ نفر کشته و ۱۱۵ نفر مجروح شدند.
افراط گرایان اسلامی به عبدالله و اردن نسبت به معاهده صلح این کشور با اسرائیل و رابطه آن با غرب با تحقیر نگاه می‌کنند.
رئیس‌جمهور روسیه ولادیمیر پوتین برای اولین بار در فوریه ۲۰۰۷ از اردن دیدن کرد و مورد استقبال عبدالله قرار گرفت و آن‌ها در مورد چشم‌انداز روند صلح اسرائیل و فلسطین، برنامه هسته ای ایران و خشونت در عراق بحث کردند.
عبدالله در سال ۲۰۰۷ به پاس تحصیل خود در آکادمی دیرفیلد، آکادمی کینگز را در نزدیکی مدابا، اولین مدرسه شبانه‌روزی خاورمیانه، تأسیس کرد و اریک ویدمر، مدیر دیرفیلد را برای نظارت بر آن استخدام کرد.

### دهه ۲۰۱۰

#### بهار عربیو کنترل ناآرامی‌ها
انقلاب تونس در دسامبر ۲۰۱۰ (در پی آن، زین‌العابدین بن‌علی رئیس‌جمهور آن کشور را برکنار شد) سبب شد، مصری‌ها هم به خیابان‌ها آمده و تا ژانویه ۲۰۱۱ آن‌ها حسنی مبارک، رئیس‌جمهور را سرنگون کردند. به زودی اعتراضات در سایر کشورهای عربی به وقوع پیوست که منجر به جنگ داخلی در لیبی، سوریه و یمن شد. در اردن، گروه‌های مخالف از جمله اخوان المسلمین، چپ‌ها و ژنرال‌های بازنشسته ارتش در سراسر کشور تظاهرات کردند. در ۱ فوریه ۲۰۱۱، ناآرامی‌های داخلی عبدالله را بر آن داشت تا دولت سمیر رفاعی را برکنار کند و متعهد شود که مسیر دموکراتیک را دنبال کند.

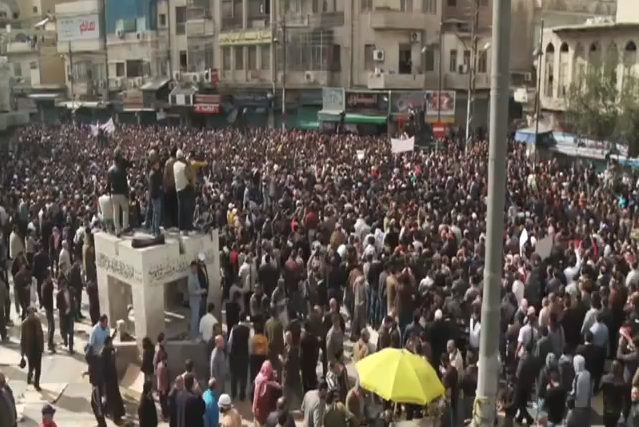
تظاهرات ۱۶ نوامبر ۲۰۱۲ بهار عربی در امان علیه تصمیم دولت برای قطع یارانه سوخت که بعداً لغو شد.

در سال ۲۰۱۱ تا ۲۰۱۲ اعتراضاتی به دلیل شکایت از اقتصاد آشفته صورت گرفت: دلایل اعتراضات، افزایش قیمت‌ها، بیکاری گسترده و کیفیت زندگی نسبتاً پایین بود. اگرچه برخی خواستار پایان دادن به سلطنت شدند، خشم بیشتر معترضان متوجه سیاستمدارانی بود که غیردموکراتیک، فاسد و پاسخگو نبودند. تظاهرکنندگان خواستار انحلال مجلسی شدند که سه ماه پیش از آن در نوامبر ۲۰۱۰ انتخاب شده بود، و در آن شخصیت‌های طرفدار حاکمیت، اکثریت کرسی‌ها را به دست آورده بودند. پادشاهی اردن اولین رژیم عربی بود که در طول بهار عربی امتیازات سیاسی ارائه کرد. معروف البخیت به نخست‌وزیری منصوب شد، اما اعتراضات در طول تابستان ادامه یافت. بخیت فردی محافظه کاری تلقی می‌شد، که بعید بود برای اصلاحات تلاش کند. عبدالله که از سرعت اصلاحات ناراضی بود، دولت بخیت را برکنار کرد و عون الخصاونه را به تشکیل کابینه منصوب کرد. خصاونه در آوریل ۲۰۱۲ به‌طور ناگهانی استعفا داد و شاه فایز الطراونه را به عنوان نخست‌وزیر موقت منصوب کرد. سه تغییر دولت در ۱۸ ماه بود.
در نوامبر ۲۰۱۲، دولت یارانه سوخت را کاهش داد و اعتراضات گسترده‌ای را در سراسر کشور برانگیخت. رژیم با اصلاح حدود یک سوم قانون اساسی و ایجاد دادگاه قانون اساسی و کمیسیون مستقل انتخابات، ناآرامی‌ها را آرام کرد. عبدالله خواستار برگزاری انتخابات زودهنگام پارلمانی شد و عبدالله النسور را برای تشکیل کابینه دولت موقت منصوب کرد. در انتخابات ژانویه ۲۰۱۳، با ادامه تحریم‌های گروه‌های اپوزیسیون، چهره‌های طرفدار رژیم پیروز شدند و جبهه اقدام اسلامی پیشتر ادعا کرد که انتخابات در غیاب مخالفان واقعی انجام شده است. از دسامبر ۲۰۱۲، پادشاه هفت مقاله بحث و گفتگو منتشر کرده است، که دیدگاه خود را در مورد دموکراسی و اصلاحات در اردن تشریح می‌کند.

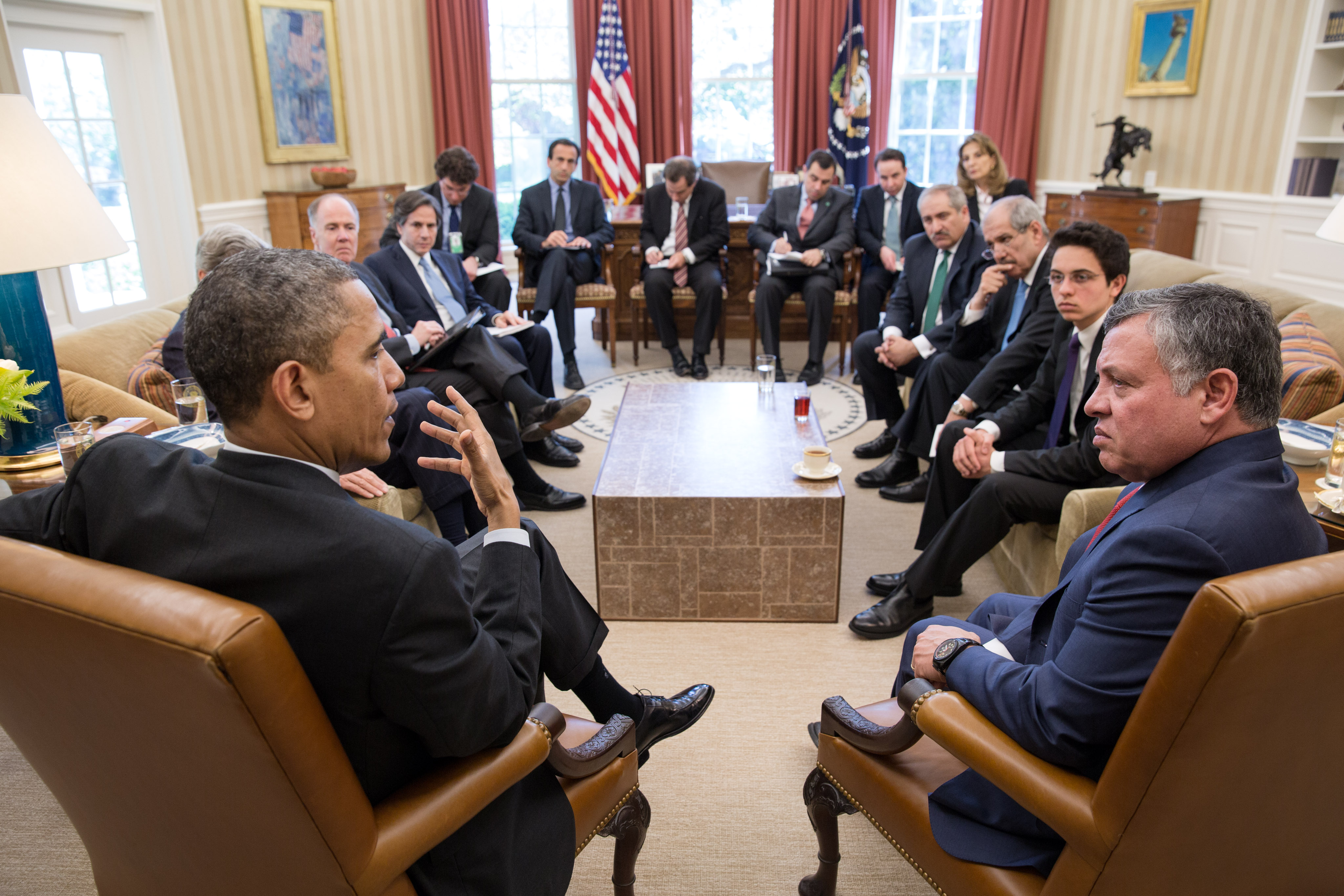
ملاقات با اوباما ۲۶ آوریل ۲۰۱۳ در واشینگتن دی سی

#### کرانه باختری
در دسامبر ۲۰۱۲، عبدالله اولین رئیس دولتی بود که پس از رای مجمع عمومی سازمان ملل متحد مبنی بر ارتقای تشکیلات خودگردان فلسطین به یک کشور ناظر غیرعضو، از کرانه باختری بازدید کرد. اردن یک کشور مستقل فلسطینی با مرزهای ۱۹۶۷ را به عنوان بخشی از راه حل دو دولتی و منافع عالی ملی می‌بیند. اردن، تنها کشور همسایه کرانه باختری غیر از اسرائیل، پس از جنگ اعراب و اسرائیل در سال ۱۹۴۸ بر آن حکومت کرد و در جنگ شش روزه ۱۹۶۷ شکست خورد. الحاق کرانه باختری به این کشور به رسمیت شناخته نشد و در سال ۱۹۸۸ پادشاهی ادعای خود را نسبت به این سرزمین به فلسطینی‌ها واگذار کرد.
مصاحبه جفری گلدبرگ با عبدالله که در مارس ۲۰۱۳ در آتلانتیک منتشر شد، و شاه از شخصیت‌ها و احزاب محلی و بین‌المللی انتقاد کرد، که جنجال به راه انداخت. او اخوان‌المسلمین را «فرقه ماسونی» و «گرگ‌هایی در لباس میش» خواند، محمد مرسی، رئیس‌جمهور مخلوع مصر را مردی سطحی توصیف کرد و گفت که رجب طیب اردوغان، نخست‌وزیر ترکیه، دموکراسی را «اتوبوس سواری» می‌داند. عبدالله همچنین از دیپلمات‌های آمریکایی، برخی از رهبران قبایل کشورش و اعضای خانواده اش انتقاد کرد.

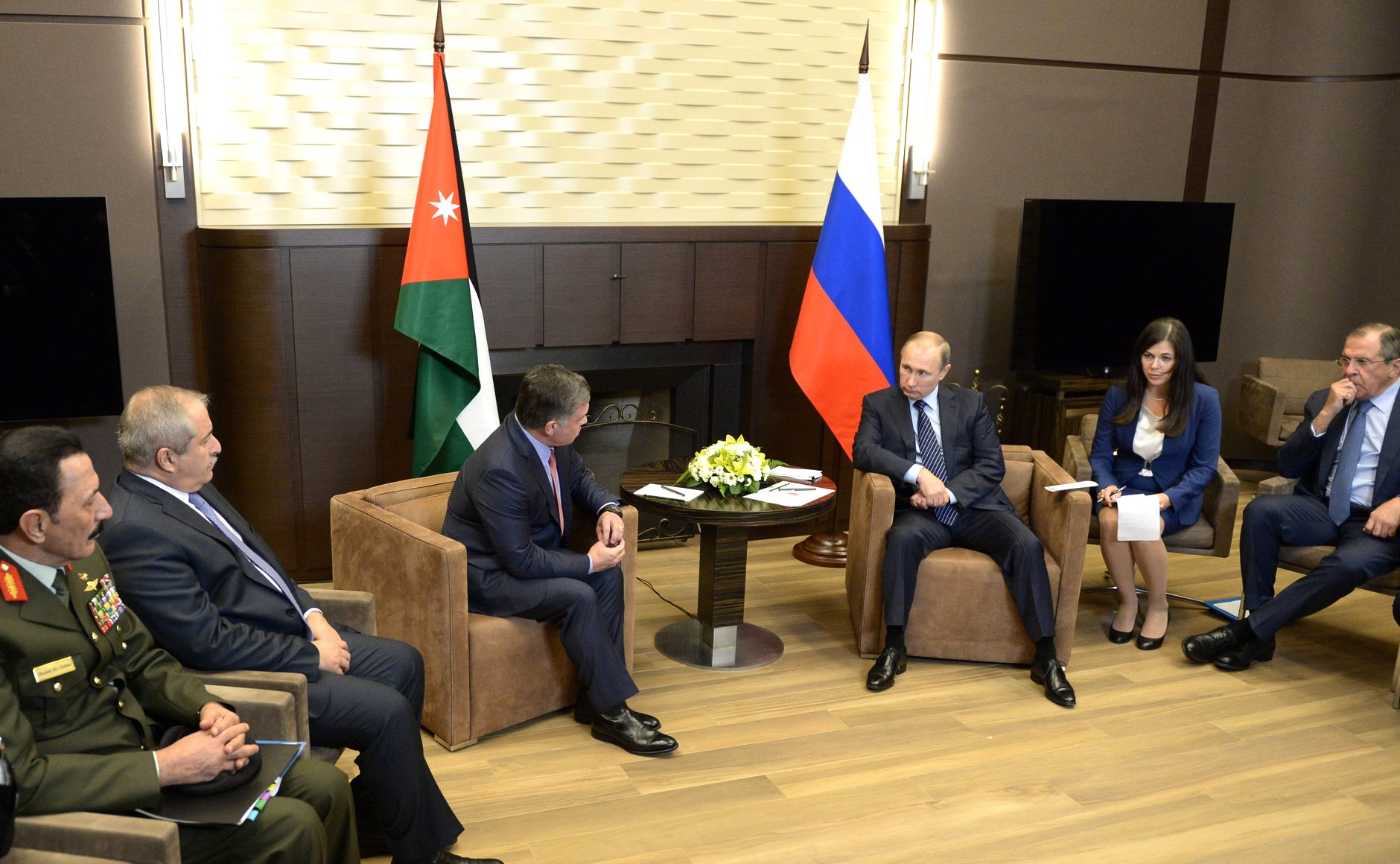
دیدار با پوتین و لاوروف ۲۴ نوامبر ۲۰۱۵ در سوچی روسیه

در سال ۲۰۱۳ آتلانتیک در مقاله ای به شاه توصیه کرد که به فساد دولتی بپردازد و گفت که «تصور فزاینده ای وجود دارد که سر نخ فساد به کاخ می‌رسد». بر اساس این مقاله، عبدالله مدت کوتاهی پس از انتصاب به «تصرف غیرقانونی زمین‌های قبیله‌ای» پرداخته و اعضای ۳۶ قبیله اردنی بیانیه‌ای صادر کرده‌اند و جشن تولد ۴۰ سالگی ملکه رانیا را «اسراف علنی» خوانده‌اند.

### دهه ۲۰۲۰
عبدالله در مصاحبه با اشپیگل در ماه مه ۲۰۲۰ از برنامه‌های دونالد ترامپ برای صلح در خاورمیانه از جمله الحاق بخش‌هایی از کرانه باختری توسط اسرائیل انتقاد کرد. وی با بیان این‌که راه حل دو دولتی تنها راه پیشرفت ما است، خاطرنشان کرد: الحاق احتمالی کرانه باختری توسط اسرائیل باعث درگیری می‌شود. در اکتبر ۲۰۲۰، عمر رزاز از سمت خود به دلیل انتقاد از مدیریت وی در مورد همه‌گیری کرونا استعفا داد. عبدالله مجلس را منحل کرد و به مشاور ارشد خود، بشر خصاونه دستور داد تا به عنوان نخست‌وزیر، دولت تشکیل دهد. پس از پیروزی جو بایدن در انتخابات ریاست جمهوری ۲۰۲۰ عبدالله اولین رهبر عرب بود که پیروزی او را تبریک گفت.
در آوریل ۲۰۲۱، عبدالله دستور بازداشت برادر ناتنی خود، شاهزاده حمزه بن حسین، و بیست تن دیگر از درباریان را به دلیل آنچه «فتنه» نامیده شد، صادر کرد. برکناری حمزه از ولیعهدی توسط عبدالله به عنوان یک عامل احتمالی ذکر شده است. ۱۸ شخصیت اردنی دیگر نیز دستگیر شدند، از جمله رئیس سابق ستاد جنجالی عبدالله، فرستاده سابق به عربستان سعودی و رئیس دیوان سلطنتی باسم عوادالله. یکی از اعضای خانواده سلطنتی شریف حسن بن زید و پدرش اکنون در عربستان سعودی اقامت دارتد. در ۷ آوریل، ملک عبدالله دوم برای اولین بار پس از کودتای ادعایی علناً صحبت کرد و اشاره کرد که درگیری به پایان رسیده و "فتنه" که باعث "درد و خشم" او شد اکنون تمام شده است و حمزه اکنون " در قصر او تحت حفاظت است.».

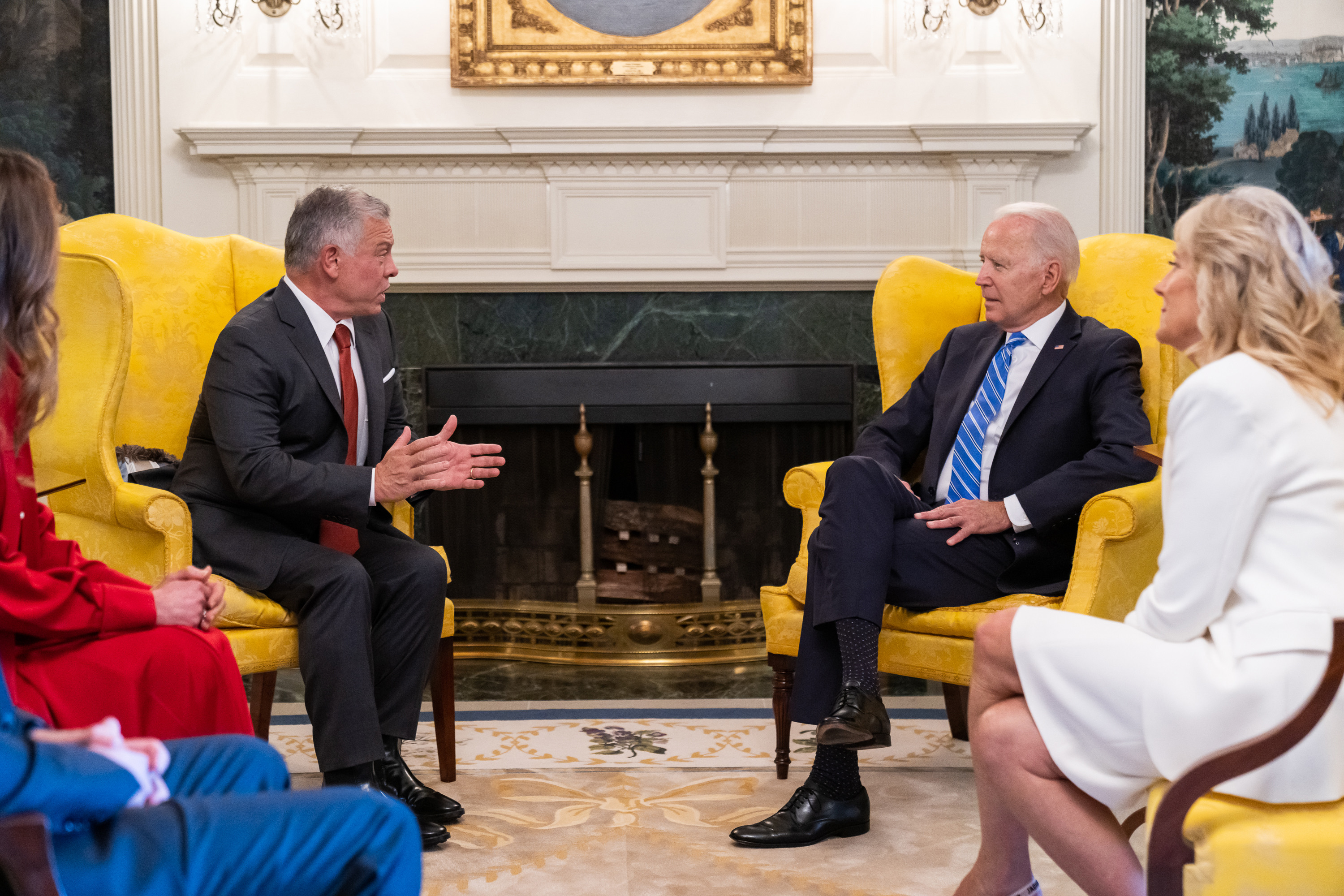
دیدار با بایدن در ۱۹ ژوئیه ۲۰۲۱ واشینگتن دی سی

در ۱۹ ژوئیه ۲۰۲۱، طی یک سفر دو هفته ای به ایالات متحده، عبدالله در کاخ سفید مورد استقبال جو بایدن، رئیس‌جمهور این کشور قرار گرفت. آنها در مورد مناقشه خاورمیانه، پهبادهای ایران و کووید-۱۹ و روابط اردن و ایالات متحده بحث کردند. عبدالله اولین رهبر خاورمیانه بود که از زمان تحلیف بایدن در ۲۰ ژانویه ۲۰۲۱ به کاخ سفید رفت.
در ۲۳ اوت ۲۰۲۱، عبدالله در سفر به روسیه با پوتین رئیس‌جمهور روسیه در مسکو دیدار کرد. آنها در مورد آخرین تحولات در افغانستان و «عادی سازی» سوریه گفتگو کردند. عبدالله از پوتین به خاطر حمایت روسیه از اردن و تهیه واکسن‌های ضد کووید تشکر کرد.
در اوایل سپتامبر ۲۰۲۱، عبدالله و رئیس‌جمهور اسرائیل اسحاق هرتزوگ در یک نشست اعلام نشده دربارهٔ پایداری، بحران آب و هوا و انرژی بحث کردند.
در ۳ اکتبر ۲۰۲۱، عبدالله با بشار اسد، رئیس‌جمهور سوریه، اولین تماس تلفنی از زمان آغاز جنگ داخلی سوریه، گفتگو کرد. آن‌ها در مورد روابط دوجانبه پس از بازگشایی کامل مرزهای اردن با سوریه گفتگو کردند.
در ۱۶ ژوئیه ۲۰۲۲، عبدالله در جریان اجلاس سران شورای همکاری خلیج فارس، مصر، عراق، اردن و ایالات متحده با جو بایدن در جده دیدار کرد. بایدن متعهد شد تا سال ۲۰۲۹ به اردن بیش از ۱٫۴ میلیارد دلار در سال کمک مالی کند.

### اصلاحات

#### اصلاحات اقتصادی
ملک عبدالله در دهه اول سلطنت خود اصلاحات اقتصادی قابل توجهی را به کشور پیشنهاد کرد. اردن، کشوری نسبتاً کوچک، نیمه خشک و تقریباً محصور در خشکی، یکی از کوچک‌ترین اقتصادهای منطقه را دارد. تولید ناخالص داخلی آن در سال ۲۰۱۶ حدود ۳۹ میلیارد دلار بود. منابع طبیعی ناکافی به ویژه در آب و نفت (برخلاف همسایگانش) باعث بدهی مزمن دولت، بیکاری و فقر پادشاهی شده بود و باعث وابستگی به کمک‌های خارجی متحدان غربی و عرب خود در منطقه خلیج فارس بود. اردن یک برنامه آزادسازی اقتصادی فعال را آغاز کرد و اقتصاد آن تحت سلطنت او بهبود یافت. جذب سرمایه‌گذاری خارجی، بهبود مشارکت‌های دولتی و خصوصی و ایجاد پایه‌ای برای اداره منطقه ویژه اقتصادی عقبه و شکوفایی بخش فناوری اطلاعات و ارتباطات اردن (ICT) از اقدامات او هستند. عبدالله پنج منطقه ویژه اقتصادی دیگر ایجاد کرد: اربید، عجلون، مفرق، معان و بحرالمیت. در نتیجه این اصلاحات، رشد اقتصادی اردن بین سال‌های ۲۰۰۴ و ۲۰۰۸ دو برابر شد (به ۸ درصد در سال) در مقایسه با نیمه دوم دهه ۱۹۹۰. همچنین منجر به افزایش مستمر سرمایه‌گذاری خارجی توسط غرب و کشورهای خلیج فارس شد.

#### نتایج اقدامات
توافقنامه تجارت آزاد اردن-امریکا، باعث افزایش صادرات اردن به ایالات متحده از ۶۳ میلیون دلار در سال ۲۰۰۰ به بیش از ۱٫۴ میلیارد دلار در سال ۲۰۱۵ شد. نسبت بدهی خارجی اردن به تولید ناخالص داخلی از بیش از ۲۱۰ درصد در سال ۱۹۹۰ به ۸۳ درصد در پایان سال ۲۰۰۵ کاهش یافت، کاهشی که توسط صندوق بین‌المللی پول «دستاورد خارق‌العاده» نامیده شد. بر اساس تحقیقی که در سال ۲۰۱۴ توسط بنیاد آزادی فردریش نائومان انجام شد، تلاش‌های عبدالله اردن را به آزادترین اقتصاد عربی و نهمین اقتصاد آزاد در جهان تبدیل کرده است.

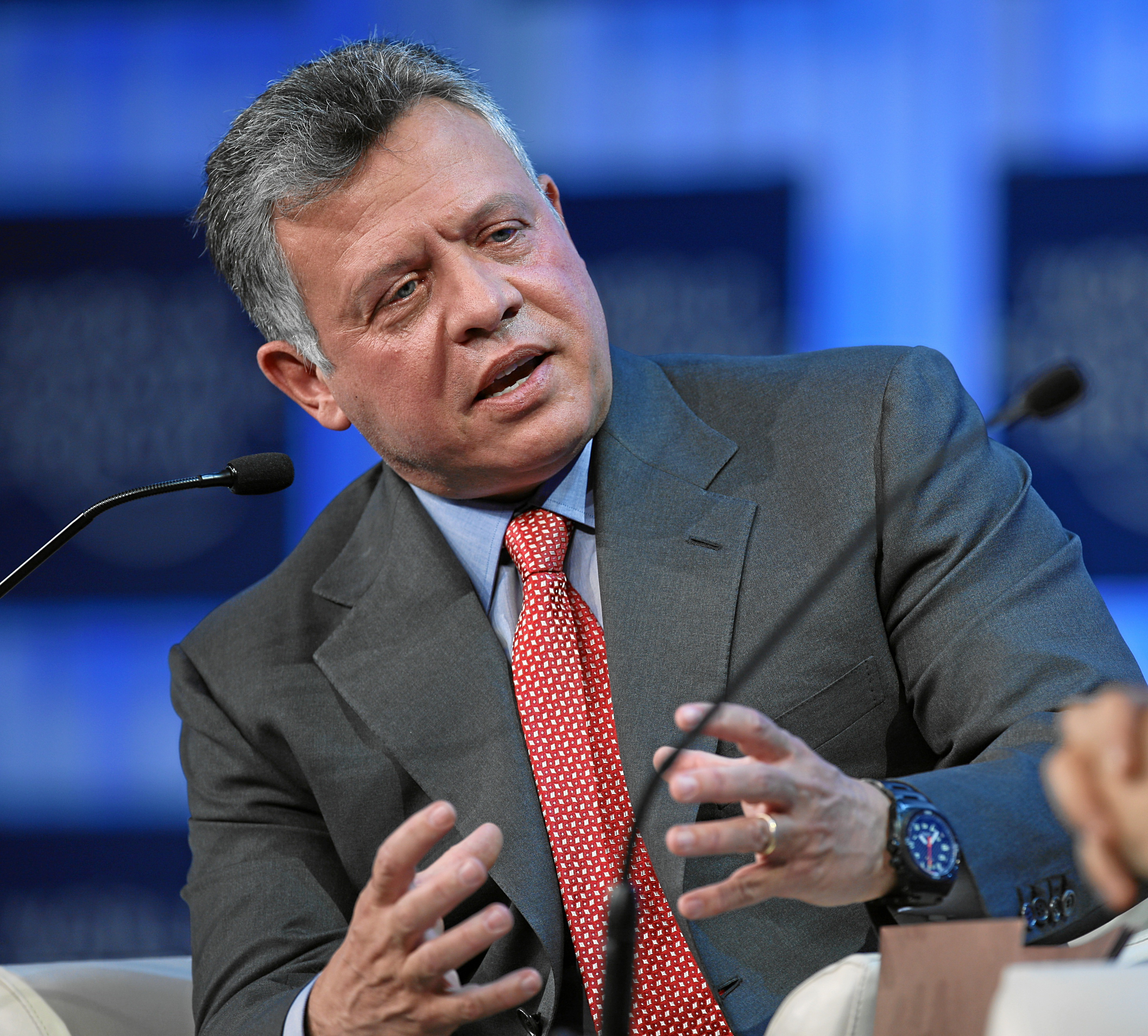
مجمع جهانی اقتصاد در داووس، ۲۵ ژانویه ۲۰۱۳

#### اقدامات اقتصادی داخلی
پادشاه تعدادی طرح ابتکاری برای تأمین مسکن برای شهروندان اردنی، از جمله معلمان و کسانی که در نیروهای مسلح خدمت می‌کردند، به راه انداخت.
وی جوایزی را برای تشویق شهروندی خوب ایجاد کرد، از جمله جایزه ملک عبدالله دوم برای آمادگی جسمانی، جایزه ملک عبدالله دوم برای تعالی در عملکرد و شفافیت دولت، جایزه ملک عبدالله دوم برای تعالی برای بخش خصوصی و جایزه ملک عبدالله دوم برای تعالی. برای انجمن‌های تجاری.
عبدالله برای مبارزه با بیکاری، شورای ملی آموزش حرفه ای را تأسیس کرد و کمیته ای را برای تدوین استراتژی ملی برای توسعه منابع انسانی برای تولید نیروی کار ماهر تشکیل داد.

#### نفت
اردن برای انرژی خود به نفت یارانه ای عراق وابسته بود. حمله آمریکا به عراق در سال ۲۰۰۳، عرضه نفت را متوقف کرد و اردن را وادار کرد تا واردات گاز از مصر را در سال ۲۰۰۹ آغاز کند.

#### خسارات به اردن بر اثر ناآرامیها

##### حملات داعش
شورش در سینا در پی بهار عربی مصر مشکلاتی ایجاد کرد چون خط لوله گاز عرب در آنجا اجرا می‌شود. از سال ۲۰۱۱، این خط لوله بیش از ۳۰ بار توسط گروه‌های وابسته به داعش در سینا مورد حمله قرار گرفت و در سال ۲۰۱۴ بسته شد. اردن ۶ میلیارد دلار خسارت متحمل شد. در نتیجه عبدالله وارد مذاکره با اسراییل برای دریافت گاز شد که باعث تظاهرات مردم اردن در ۳۰ سپتامبر ۲۰۱۶ علیه آن شد. رکود اقتصادی بزرگ و آشفتگی منطقه ای ناشی از بهار عربی در طول دهه ۲۰۱۰، اقتصاد اردن را دچار مشکل کرد و آن را به‌طور فزاینده ای به کمک‌های خارجی متکی کرد. این شوک‌ها به بخش گردشگری اردن (یکی از سنگ بناهای اقتصاد کشور) ضربه زد و تعداد گردشگران بیش از ۶۶ درصد کاهش یافت. با این حال، در سال ۲۰۱۷، گردشگری دوباره شروع به رشد کرد. رشد اقتصاد اردن به متوسط سالانه ۲٫۸ درصد بین سال‌های ۲۰۱۰ و ۲۰۱۶ کاهش یافت - از میانگین ۸٪ در سال‌های گذشته - که برای تطبیق با رشد تصاعدی جمعیت کافی نبود.
کل بدهی خارجی اردن در سال ۲۰۱۲، ۲۲ میلیارد دلار، ۷۲ درصد تولید ناخالص داخلی آن بود. در سال ۲۰۱۶ بدهی به ۳۵٫۱ میلیارد دلار رسید که ۹۵ درصد تولید ناخالص داخلی کشور است. این افزایش به چالش‌های منطقه ای نسبت داده شد که باعث کاهش فعالیت توریستی و سرمایه‌گذاری خارجی و افزایش هزینه‌های نظامی شد. حملات به خط لوله مصر؛ فروپاشی تجارت با عراق و سوریه؛ هزینه میزبانی از پناهندگان سوری و بهره وام انباشته شد.

##### هزینه پناهندگان سوری
بر اساس گزارش بانک جهانی، پناهندگان سوری بیش از ۲٫۵ میلیارد دلار در سال (شش درصد از تولید ناخالص داخلی و ۲۵ درصد از درآمد سالانه دولت) برای اردن هزینه دارند. کمک‌های خارجی تنها بخشی از این هزینه‌ها را پوشش می‌دهد و ۶۳ درصد آن بر عهده اردن است. یک برنامه ریاضت اقتصادی توسط دولت تصویب شد که هدف آن کاهش نسبت بدهی به تولید ناخالص داخلی اردن به ۷۷ درصد تا سال ۲۰۲۱ است.

### اصلاحات نظامی
وی در اولین سال سلطنت خود، مرکز طراحی و توسعه ملک عبدالله (KADDB) را تأسیس کرد که هدف آن بومی سازی تسلیحات و اراپه خدمات علمی و فنی به نیروهای مسلح اردن است. این مرکز با شرکت آسلان ترکیه که از سال ۱۹۷۵ میلادی در حال تولید ابزارهای الکترونیک نظامی است همراه شد مرکز طراحی و توسعه ملک عبدالله طیف گسترده‌ای از محصولات نظامی را تولید می‌کند که در نمایشگاه دوسالانه سوفکس به نمایش گذاشته می‌شود و ملک عبدالله اسپانسر رسمی آن است.
وی برای نوسازی ارتش تلاش کرد و باعث شد اردن به تسلیحات پیشرفته دست یابد و ناوگان جنگنده‌های F-16 خود را به روز رسانی کند.
نیروهای زمینی سلطنتی اردن در حال حاضر شامل چهار منطقه است: منطقه شرقی، منطقه شمالی، منطقه مرکزی و منطقه جنوبی، به اضافه لشکر زرهی مخصوص ملک عبدالله دوم که در سال ۲۰۱۸ در منطقه نظامی مرکزی ادغام شد.
در سال ۲۰۰۶ میلادی، ساخت پایگاه دریایی جدید نیروی دریایی سلطنتی و قایق‌ها که به نام شاهزاده هاشم بن عبدالله دوم نامگذاری شده بود به پایان رسید، و مراکز ذیل تأسیس شدند:
- گردان ۷۷ تفنگداران دریایی
- شرکت ارتباطات دریایی
- دانشکده نیروی هوایی
- مرکز آموزش عملیات ویژه ملک عبدالله دوم
- مرکز آموزش تک تیراندازان ملک عبدالله دوم[۵۶]

### اصلاحات سیاسی
کمیته ای در فوریه ۲۰۰۵ برای اصلاحات سیاسی تشکیل شد. دستور کار آن شامل گنجاندن نمایندگی تناسبی در انتخابات، بهبود قوه قضاییه احترام به حقوق بشر، و امور اشتغال، رفاه، آموزش و زیرساخت‌ها بود ولی به دلیل مخالفت محافظه‌کاران اجرایی نشد.
پس از بهار عربی، قانون جدید انتخابات در سال ۲۰۱۲ تصویب و در انتخابات ۲۰۱۳ مورد استفاده قرار گرفت. شامل نمایندگی تناسبی بود و ۲۷ نفر از ۱۵۰ عضو مجلس نمایندگان می‌توانستند بر این اساس انتخاب شوند. اصلاحاتی در جهت تحدید اختیارات پادشاه انجام شد، از جمله تغییر حدود یک سوم قانون اساسی، تأسیس دادگاه قانون اساسی و کمیسیون مستقل انتخابات و بهبود قوانین حاکم بر حقوق بشر و آزادی بیان و اجتماعات.
در سال‌های ۲۰۱۴ و ۲۰۱۶، چندین اصلاحیه قانون اساسی علیرغم تأیید سناتورها و نمایندگان، بحث برانگیختند. اصلاحات به پادشاه تنها اختیار می‌داد تا ولیعهد، معاون، رئیس و اعضای دادگاه قانون اساسی، روسای نیروهای نظامی و شبه نظامی و مدیر کل اطلاعات کشور را منصوب کند. موافقان گفتند اصلاحات، تفکیک قوا را محکم می‌کند، و  منتقدان ادعا کردند اصلاحات مغایر قانون اساسی است.
در سپتامبر ۲۰۱۶، عبدالله یک کمیته سلطنتی را برای بهبود سیستم قضایی کشور تعیین کرد. کمیته گزارش خود را در فوریه ۲۰۱۷ نهایی کرد. توصیه‌هایی شامل افزایش حمایت از زنان در برابر خشونت و روند بهتر محاکمات ارایه شدند. قانون جدیدی برای افراد دارای معلولیت وضع شد. دیده‌بان حقوق بشر اصلاحات را ستود.
در ۱۵ اوت ۲۰۱۷، به‌دنبال قانون تمرکززدایی جدید انتخابات محلی شوراهای شهر، شوراهای محلی و شوراهای فرمانداری برگزار شدند. این قانون در نظر دارد تا بخشی از اختیارات دولت مرکزی را به شوراهای منتخب واگذار کند و مشارکت شهروندان را در تصمیم‌گیری افزایش دهد. عبدالله در مصاحبه ای در ۱۵ اوت ۲۰۱۶، قانون جدید تمرکززدایی را «حلقه بسیار مهمی در زنجیره اصلاحات» توصیف کرد.
در ۱۰ ژوئن ۲۰۲۱، عبدالله از معرفی کمیته جدید متشکل از ۹۲ عضو به ریاست سمیر رفاعی، نخست‌وزیر سابق خبر داد. وظایف این کمیته نوسازی نظام سیاسی و پیشنهاد قوانین جدید برای فرمانداریهای محلی است.
در ۴ اکتبر ۲۰۲۱، کمیته توصیه‌های خود را به عبدالله تحویل داد. کمیته پیش نویس قوانین را برای احزاب سیاسی و انتخابات و همچنین ۲۲ اصلاحیه در قانون اساسی اردن در مورد کار پارلمانی و توانمندسازی زنان و جوانان پیشنهاد کرد.
در نوامبر ۲۰۲۱، عبدالله به دولت دستور داد برای نوسازی سیاسی فشار بیاورد. کابینه اردن پیش نویس قوانین را به دنبال توصیه‌های کمیته به مجلس ارائه کرد.
در دسامبر ۲۰۲۱، بحث پارلمانی در مورد اصلاح قانون اساسی که حقوق بیشتری به زنان می‌دهد، منجر به درگیری بین اعضای پارلمان شد.
در ۳ ژانویه ۲۰۲۲، پارلمان اردن اصلاحیه ای را در ماده ۴۰ قانون اساسی تصویب کرد که به عبدالله اجازه می‌دهد رئیس دادگاه، رئیس شورای قضایی شریعت، مفتی اعظم اردن، و رئیس دادگاه سلطنتی وزیر دربار و مشاوران پادشاه را منصوب یا عزل کند.
در ۶ ژانویه ۲۰۲۲، پارلمان اردن اصلاحات قانون اساسی را با اکثریت ۱۰۴–۸ رأی از جمله بهبود حقوق زنان، کاهش حداقل سن برای نمایندگانی به ۲۵ سال و انتخاب نخست‌وزیر توسط بزرگ‌ترین فراکسیون مجلس را تصویب کرد.

### اصلاحات در انرژی
خرابکاری خط لوله مصر-اردن شرکت برق این کشور را تحت فشار قرار داد. متعاقب آن ملک عبدالله از دولت خواست یک برنامه ۱۰ ساله (۲۰۱۵–۲۰۲۵) برای تنوع بخشیدن به منابع انرژی تدوین کند.

#### برنامه اتمی اردن
در سال ۲۰۰۷، عبدالله گفت که اردن قصد دارد از ذخایر اورانیوم خود با ساخت رآکتورهای هسته ای برای تولید برق بهره‌مند شود. وی در مصاحبه ای در سال ۲۰۱۰، اسرائیل را به تلاش برای اخلال در برنامه هسته ای اردن متهم کرد.
عبدالله اولین راکتور هسته ای اردن را در سال ۲۰۱۶ افتتاح کرد. رآکتور آموزشی و تحقیقاتی اردن، در دانشگاه علم و صنعت اردن در نزدیکی الرامثه، واقع است.

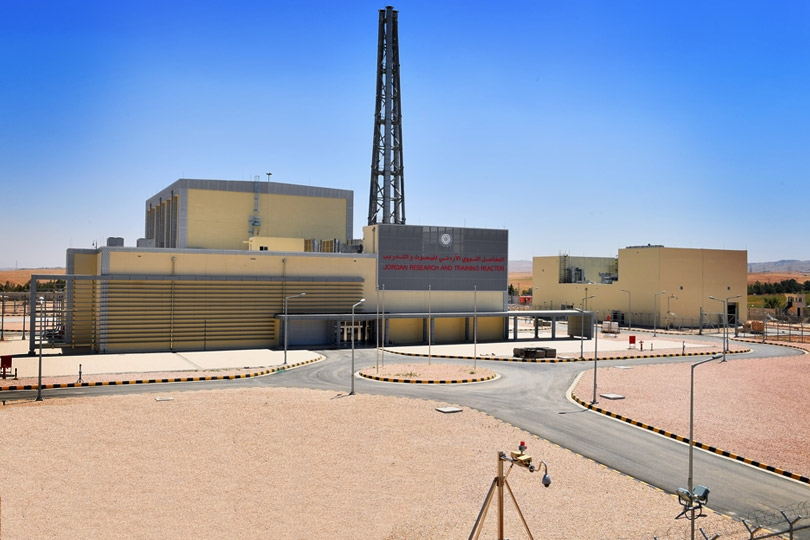
راکتور آموزش ۵ مگاواتی اردن در دانشگاه علم و صنعت اردن

در سال ۲۰۱۸، کمیسیون انرژی اتمی این کشور اعلام کرد اردن در حال مذاکره با چند شرکت (چینی) برای ساخت اولین نیروگاه هسته‌ای تجاری خود، یک راکتور خنک‌شده با هلیوم است که قرار است در سال ۲۰۲۵ تکمیل شود.

#### انرژی باد و خورشید
این کشور ۳۳۰ روز آفتابی در سال دارد و سرعت باد در مناطق کوهستانی بیش از ۷ متر بر ثانیه است. در طول دهه ۲۰۱۰، عبدالله نیروگاه بادی ۱۱۷ مگاواتی در مزرعه بادی تفیلا و نیروگاه ۵۳ مگاواتی در مزرعه خورشیدی شمس معان را افتتاح کرد.

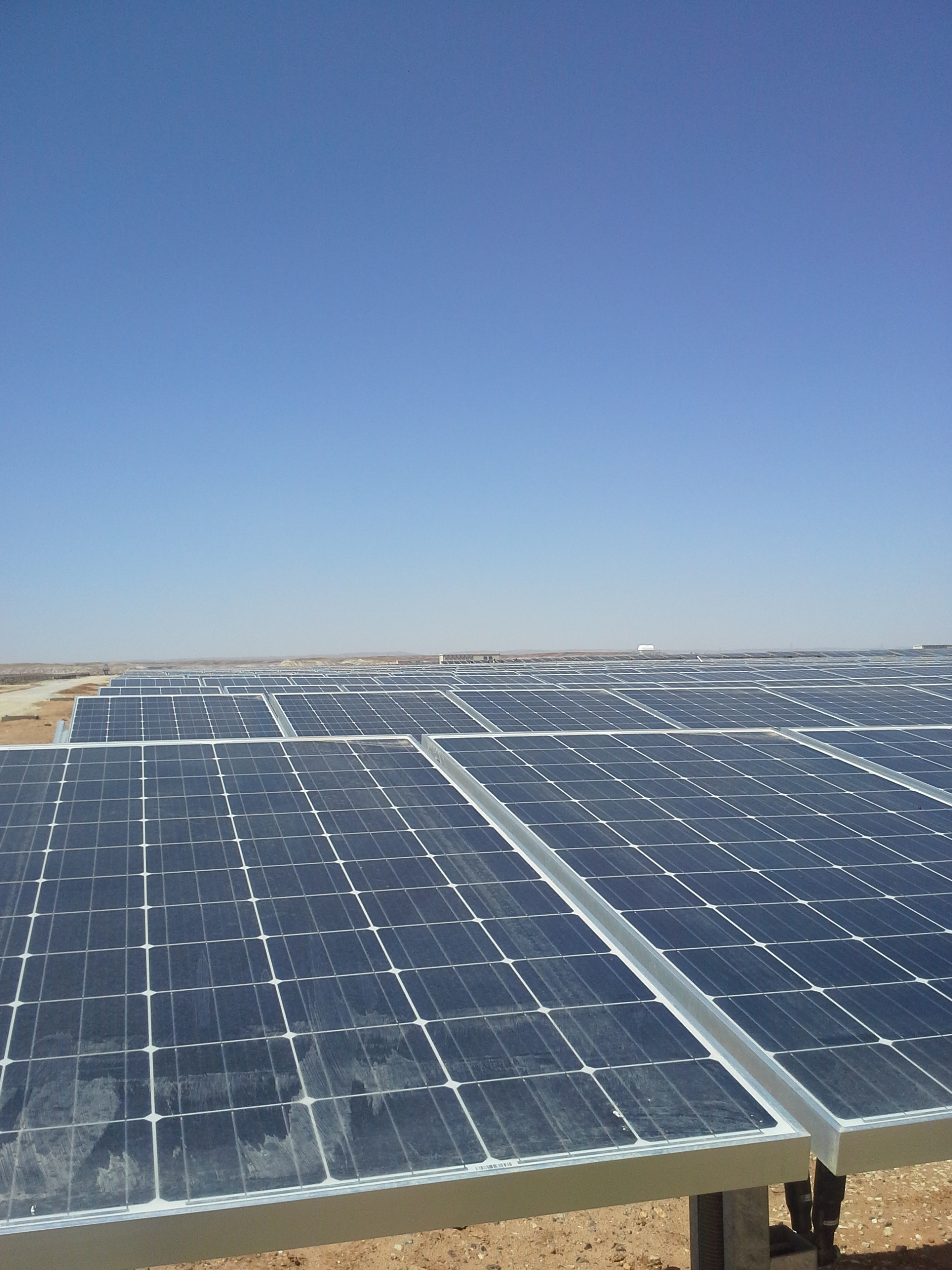
نیروگاه خورشیدی شمس معان

در ماه مه ۲۰۱۷، اعلام شد که بیش از ۲۰۰ مگاوات پروژه انرژی خورشیدی تکمیل شده است. پس از اینکه در ابتدا درصد انرژیهای تجدیدپذیر اردن را برای تولید تا سال ۲۰۲۰ روی ۱۰ درصد تعیین کرد اما دولت در سال ۲۰۱۸ اعلام کرد این رقم را به ۲۰ درصد می‌رساند. گزارشی توسط مجله pv اردن را به عنوان «نیروگاه خورشیدی خاورمیانه» توصیف کرده است.

#### خرید گاز و گاز مایع
در سال ۲۰۱۴ اعلامیه ای از قصد شرکت ملی برق اردن و نوبل انرژی برای واردات گاز از میدان گاز لویاتان اسرائیل صادر شد، قراردادی ۱۵ ساله ۱۰ میلیارد دلاری. این اقدام خشم مخالفان از جمله جنبش بایکوت، سلب سرمایه و تحریم را برانگیخت که گفتند این توافق به نفع اشغال کرانه باختری است و دولت را به نادیده گرفتن گزینه‌های انرژی تجدیدپذیر متهم کردند. اما در سپتامبر ۲۰۱۶ امضا شده و در سال ۲۰۱۹ اجرایی شد.
عبدالله همچنین یک بندر گاز طبیعی مایع را در عقبه در سال ۲۰۱۵ افتتاح کرد. برق تولید شده توسط LNG باعث صرفه جویی روزانه حدود ۱ میلیون دلار در اردن می‌شود و گزارش شده است که برای محیط زیست بهتر است.

### در مورد ایران
در ژوئیه ۲۰۲۲ ملک عبدالله خواستار «تغییر رفتار ایران» شد و گفت که اردن «خواهان تنش در منطقه نیست».
وی گفت: اردن مانند بقیه کشورهای عربی به دنبال روابط خوب با ایران با احترام متقابل، حسن همجواری، احترام به حاکمیت سایر کشورها و عدم مداخله در امور آنها است.
عبدالله گفت اردن نیز مانند سایر کشورهای عربی مورد هدف قاچاقچیان مواد مخدر و اسلحه قرار می‌گیرد که به گفته وی در حال ترانزیت به اروپا هستند و اردن در حال هماهنگی با برادران خود (کشورهای عربی) برای مقابله با این موضوع و حفاظت از مرزهای خود است.

## جانشین
در تاریخ ۲۸ نوامبر ۲۰۰۴، عبدالله عنوان ولیعهد را از برادر ناتنی خود شاهزاده حمزه پس گرفت (وی در ۷ فوریه ۱۹۹۹ برادرش را طبق خواسته پدرش به این مقام منصوب کرده بود). عبدالله در نامه‌ای که خطاب به برادرش نوشته بود و در تلویزیون دولتی اردن متن آن قرائت شد به وی گفت: «در اختیار داشتن این مقام نمادین آزادی تو را سلب کرده و مانع از آن می‌شود که بتوانیم مسئولیت‌های خاصی را که تو دارای شایستگی آن هستی به تو واگذار کنیم.» در آن زمان جانشین ولیعهدی اردن مشخص نشد، اما برخی تحلیل‌گران معتقد بودند عبدالله احتمالاً قصد دارد پسرش، شاهزاده حسین بن عبدالله را در آینده به این مقام منصوب کند. که در سال ۲۰۰۹ این اتفاق افتاد.

## علایق
- ملک عبدالله اذعان کرده که یکی از طرفداران مجموعه تلویزیونی پیشتازان فضا است. در سال ۱۹۹۵، زمانی که وی همچنان شاهزاده بود، وی به عنوان یک هنرپیشه مهمان در پیشتازان فضا: ووییجر «قسمت» تحقیقات" به ایفای نقش پرداخت. از آنجایی که عبدالله عضو صنف هنرپیشگان نبود وی در خلال نقش خود مکالمه‌ای نداشت.
- ملک عبدالله قصد دارد در سال ۲۰۰۷ یک مدرسه شبانه‌روزی خصوصی با نام آکادمی پادشاهان در اردن راه‌اندازی کند که از آکادمی دیرفیلد ماساچوست آمریکا الگوبرداری شده است

## موضع‌گیری در مقابل اسلام هراسی
عبدالله در پاسخ به شعارهای اسلام هراسانه پس از حملات ۱۱ سپتامبر، پیام امان را در نوامبر ۲۰۰۴ صادر کرد. پیام امان بیانیه مفصلی است که علمای مسلمان از همه فرقه‌ها را از سراسر جهان تشویق می‌کند تا تروریسم را محکوم کنند، تساهل مذهبی پیشه کنند تا بدین طریق ماهیت واقعی اسلام را به دنیا نشان دهند.
این بیانیه به اتفاق آرا در کنفرانسی به میزبانی ملک عبدالله در امان در سال ۲۰۰۵ توسط ۲۰۰ عالم برجسته اسلامی به تصویب رسید. در آن بر سه نکته تأکید شد:
1. اعتبار هر هشت مکتب اسلامی
2. مخالفت با تکفیر
3. معیارهای صدور فتوا[۸۳]

عبدالله این پیام را در سال ۲۰۱۰ به مجمع عمومی سازمان ملل متحد ارائه کرد و در آنجا هفته جهانی هماهنگی بین ادیان را پیشنهاد کرد. این ابتکار به تصویب رسید و جشنی سالانه در هفته اول فوریه برای ترویج صلح و هماهنگی در میان مردم با مذاهب مختلف قرار داده شد. عبدالله همچنین بر اساس این ابتکار جایزه ای را برای گفتگوی بین ادیان تعیین کرد.

## تولیت اماکن مقدس بیت‌المقدس
محوطه مسجد الاقصی در بیت‌المقدس از سال ۱۹۴۸ تا ۱۹۶۷ تحت حاکمیت اردن بود. از سال ۱۹۲۴، در زمان حکومت جد بزرگ عبدالله شریف حسین بن علی، تحت قیمومیت خانواده هاشمی بود. این میراث زمانی آغاز شد که شورای عالی مسلمانان، بالاترین نهاد مسئول امور جامعه مسلمانان در فلسطین، شریف حسین را به عنوان متولی این سایت پذیرفت. او مسجد الاقصی و دیگر مساجد فلسطین را بازسازی کرد. گفته می‌شود که پسر شریف حسین، ملک عبدالله اول، مسئولیت خاموش کردن آتش در کلیسای مقبره مقدس، در آتشسوزی سال ۱۹۴۹ را بر عهده گرفت.
مسجد الاقصی و قبه الصخره چهار بار توسط هاشمیان در طول قرن بیستم مرمت شدند و تولیت آنها به میراث هاشمی تبدیل شد که توسط پادشاهان اردن به ارث می‌رسد. در سال ۲۰۱۳ توافقنامه ای بین تشکیلات خودگردان فلسطین و ملک عبدالله دوم امضا شد که جایگزین توافق شفاهی چند دهه ای شد که با معاهده صلح ۱۹۹۴ اسرائیل و اردن تقویت شده بود. اردن سفیر خود را در سال ۲۰۱۴ پس از تنش در مسجد الاقصی بین اسرائیلی‌ها و فلسطینی‌ها که نگران نقش اردن در حفاظت از اماکن مقدس مسلمانان و مسیحیان در بیت‌المقدس بودند، فراخواند. عبدالله در اواخر سال ۲۰۱۴ با بنیامین نتانیاهو نخست‌وزیر اسرائیل در عمان ملاقات کرد و سفیر اردن زمانی بازگشت که مقامات اسرائیل محدودیت‌ها را کاهش دادند و تصمیمی را که مانع از نماز خواندن مردان در هر سنی در الاقصی می‌شد - برای اولین بار در چند ماه گذشته، لغو کردند.
در سال ۲۰۱۶، اعلام شد که عبدالله بودجه بازسازی مقبره عیسی در کلیسای قبر مقدس را تأمین خواهد کرد. دادگاه سلطنتی هاشمی در نامه ای در تاریخ ۱۰ آوریل ۲۰۱۶، پاتریارک ارتدکس تئوفیلوس سوم اورشلیم را از مکروما (نعمت سلطنتی) مطلع کرد. این مقبره از سال ۱۹۴۷ که بریتانیا تیرهای نگهدارنده فولادی را به عنوان بخشی از پروژه مرمت نصب کرده بود که هرگز انجام نشد. در ۲۲ مارس ۲۰۱۷ پس از بازسازی به روی عموم باز شد. در ۲ اوت ۲۰۱۷، عبدالله ۱٫۴ میلیون دلار به اوقاف بیت‌المقدس، نهادی که متعلق به اردن است و مسئول اداره محوطه مسجد الاقصی است، اهدا کرد. یک گزارش مستقل کل مبلغی را که هاشمی‌ها از سال ۱۹۲۴ برای اداره و نوسازی جامع الاقصی هزینه کرده‌اند، بیش از یک میلیارد دلار تخمین می‌زند.
در سال ۲۰۱۴، عبدالله از پاپ فرانسیس در اردن پذیرایی کرد که سومین دیدار پاپ در دوران سلطنت او بود. پادشاه، ملکه رانیا و شاهزاده قاضی پاپ را به المغطاس، محل غسل تعمید عیسی، در ساحل شرقی رود اردن همراهی کردند.
عبدالله در فهرست ۵۰۰ مسلمان بانفوذ ۲۰۱۶ که توسط مرکز مطالعات استراتژیک سلطنتی اسلامی منتشر می‌شود، اول شد و در فهرست سال ۲۰۱۸ سوم شد. ملکه رانیا در فهرست سال ۲۰۱۶ سی و پنجمین نفر بود.
رهبران کلیسای مقبره مقدس در ۱ مارس ۲۰۱۸ پس از آنکه اسرائیل لایحه پیشنهادی را که با هدف پیشنهاد تدابیر مالیاتی جدید برای کلیساهای کرانه باختری کنار گذاشته شد، نامه حمایتی به عبدالله ارسال کردند. در این نامه آمده است: «دفاع شما از آزادی مذهبی و رهبری شما، در حصول اطمینان از احترام و حفظ وضعیت موجود، در تلاش‌های مستمر ما برای محافظت و حفاظت از حضور مسیحیان به ویژه در شهر مقدس اورشلیم بسیار مهم بوده است».

## نظریه هلال شیعی
در اواخر سال ۲۰۰۴، ملک عبدالله اصطلاح بحث‌برانگیزی را ابداع کرد که هنوز هم در خاورمیانه به شدت طنین انداز است: به گفته او، «هلال شیعی» از دمشق به تهران می‌رود و از بغداد عبور می‌کند. نظریه ملک عبدالله پس از رسیدن نوری مالکی که فردی شیعه مذهب است، به ریاست دولت عراق در سال ۲۰۰۶ میلادی و حوادث پس از آن، صحت خود را ثابت کرد.

## شکایت از فرایند صلح فلسطین و اسرائیل
ملک عبدالله یکی از منتقدان جدی فرایند صلح فلسطین و اسرائیل است و در آوریل ۲۰۱۹ مقامات آمریکایی و اسرائیلی را به بی‌توجهی نسبت به دغدغه‌های او و کشور اردن در این باره متهم کرد. گفته می‌شود او دورنمای روشنی برای صلح فلسطین و اسرائیل متصور نیست.
دو منبع آگاه به نشریه «اکسیوس» گفته‌اند، گویا پادشاه اردن از میزان مشاوره در این خصوص ناراضی بوده و در مورد چشم‌انداز طرح صلح بدبین است. ملک عبدالله خصوصی به نمایندگان گفته، از این امر خسته شده که علی‌رغم دیدارهای متعدد با مقامات ارشد دولت ترامپ، هیچ‌گاه جزئیات دقیقی در مورد مسائل اصلی سیاسی که اردن منافع زیادی در آنها دارد، به او داده نشده است.

## ثروت
عبدالله دارای یک شبکه بین‌المللی املاک و مستغلات است که ارزش آن بیش از ۱۰۰ میلیون دلار است. مالکیت او بر املاک از طریق یک سری از شرکت‌های فراساحلی که در جزایر ویرجین بریتانیا ثبت شده بودند پنهان بود تا اینکه توسط اسناد پاندورا فاش شد. وکلای او هرگونه سوء استفاده از بودجه عمومی یا فرار مالیاتی را رد کردند و اظهار داشتند که آنها از ثروت خصوصی پادشاه و از طریق شرکت‌های خارج از کشور به دلایل امنیتی و حفظ حریم خصوصی خریداری شده‌اند.درز کردیت سوئیس در سال ۲۰۲۲ فاش کرد که عبدالله دارای شش حساب محرمانه بود، از جمله یکی که موجودی آن بیش از ۲۲۴ میلیون دلار بود. در بیانیه دادگاه سلطنتی آمد که وجوه حاصل از فروش یک هواپیمای ایرباس ۳۴۰ متعلق به پدرش ملک حسین به قیمت ۲۱۲ میلیون دلار بوده است و با یک هواپیمای کوچکتر و ارزانتر گلف استریم جایگزین شده است.

## تالیفات
«آخرین شانس ما: جست و جو برای صلح در زمان خطر»:
کتاب در مورد بحرانهای خاورمیانه و موانع حل آنها صحبت می‌کند. وی دیدگاه خود را برای حل مناقشه اعراب و اسرائیل ارائه می‌دهد. این کتاب دهه اول فرمانروایی وی را به شیوه ای شبیه به کتاب پدرش که در سال ۱۹۶۲ میلادی منتشر شد، مستند می‌کند. کتاب ملک عبدالله حاوی روایتی از دوران کودکی و گزارش‌های پشت صحنه او از رویارویی با شخصیت‌های سیاسی است. کتاب ابتدا به زبان انگلیسی نوشته شد، سپس توسط خود پادشاه به عربی و شش زبان دیگر ترجمه شد. ترجمه عربی کتاب در ۱۶ مارس ۲۰۱۱   منتشر شد. کتاب به بررسی چند مرحله تاریخی از شورش بزرگ اعراب و گذر از تأسیس پادشاهی هاشمی اردن و سلطنت ملک حسین بن طلال و درگیری با برخی از رژیم‌های سیاسی عرب مانند جمال عبدالناصر و حوادث سپتامبر سیاه می‌پردازد. با پایان دهه اول حکومت ملک عبدالله دوم، از جمله رویدادهای مهمی مانند حمله به عراق، به پایان می‌رسد. کتاب به تمایز نویسنده بین اسلام و گروه‌های تکفیری اشاره می‌کند و در این زمینه به مواردی اشاره می‌کند که او تجربه کرده است. کتاب همچنین به فهم پادشاه از
اقتصاد، اجتماع و سیاست می‌پردازد.
هفت مقاله هفت بحث:
مجموعه ای از هفت مقاله بحث و گفتگو است که او با هدف حمایت از روند اصلاحات، گفتگو و دموکراسی در اردن نوشته است. تحکیم دموکراسی به عنوان یک شیوه زندگی برای اردنی‌ها، و تقویت شهروند فعال، مفهوم مشارکت، هویت ملی اردنی، برانگیختن افراد و جوامع محلی در روستاها، صحرا، اردوگاه‌ها و شهرها برای ایفای نقش فعال اجتماعی و سیاسی به گونه ای که اهمیت آنها در فرایند تصمیم‌گیری جامعه و مشارکت آنها در حل مشکلات جامعه و اشتغال به مسائل آن افزایش یابد. تمرکز ویژه او موارد مرتبط با توسعه اقتصادی و اجتماعی و مشارکت در حل مشکلات ادارای دولتی و فعالسازی شهروندان در جهت وظایف و ایفای نقش است.